# Наперсник пурпуровий
Наперсник пурпуровий, наперстянка пурпурова (Digitalis purpurea) — дворічна трав'яниста рослина родини подорожникових.

## Ботанічні характеристики
Стебло пряме, мало розгалужене, рідше просте, сіро-повстисте, 50–150 см заввишки.
Листки прості, по краю зубчасто-зарубчасті, зморшкуваті, з обох боків вкриті м'якими волосками. Прикореневі листки — на довгих крилатих черешках, яйцеподібні або яйцеподібно-ланцетні, гострі, 15-20(30) см завдовжки і 3-7 см завширшки, зібрані у розетку. Стеблові листки — чергові. Нижні — черешкові. Верхні — сидячі, поступово переходять у приквітки.
Квітки двостатеві, у пазухах приквіткових листків по одній, утворюють однобічне гроно завдовжки 50-80 см і більше.
Віночок двогубий, трубчасто-дзвоникоподібний, 4-5 см завдовжки і 2-3 см завширшки Зовні — пурпуровий, рідше — рожевий або білий. На внутрішній поверхні має темно-червоні плями з білою облямівкою.
Плід — двогнізда коробочка.
Цвіте у червні-липні.

## Поширення
Вирощують як декоративну та лікарську рослину.

## Заготівля і зберігання
Для виготовлення ліків використовують листя наперстянки (Folium Digitalis purpureae). Збирають сировину (обов'язково без черешків) двічі на рік: у рослин першого року вегетації — вкінці літа (коли листки досягнуть стандартної довжини 20 см) і восени (не пізніше вересня), а в рослин другого року вегетації — у фазі утворення пагонів і у фазі масового цвітіння. Зібране листя швидко сушать у сушарках спочатку при температурі 55-60° (30 хв.), а потім досушують при температурі 40°. Готову сировину потрібно зберігати у сухому приміщенні (при зволоженні біологічна активність сировини знижується) без доступу світла. Зберігається 2 роки.

## Хімічний склад
Листя наперстянки пурпурової містить серцеві глікозиди(пурпуреаглікозиди А і В, що у процесі сушіння і зберігання від дії ферментів перетворюються відповідно на дигітоксин і гітоксин), стероїдні сапоніни (дигітонін, дигонін, гітонін), флавоноїди (лютеолін, 7-глікозидлютеонін), холін, органічні кислоти та інші сполуки.

## Фармакологічні властивості
Діючими речовинами наперстянки пурпурової є глікозиди серцевої дії. Найактивніша терапевтична роль належить дигітоксину й гітоксину. Особливістю глікозидів наперстянки пурпурової (однаково це стосується й інших видів наперстянки) є їхня здатність посилювати скорочення серцевого м'яза, одночасно зменшуючи їх кількість, що сприяє, з одного боку, кращому відпочинку серця, а з другого — більшому його кровонаповненню.

## Застосування у народній медицині
Наперстянка — високоотруйна рослина. Вживання навіть двох листків може спричинити смертельне отруєння.